# Clan Shibuya
Il clan Shibuya (渋谷氏?, Shibuya-shi) fu un clan di samurai del Giappone medievale originari della provincia di Sagami e discendenti di Fujiwara no Tadamichi (藤原 忠通?; 1097-1164).
Diversi rami della famiglia divennero i clan Iriki-in, Ketōin, Tōgō, Tsuruta e Takajō dell'isola di Kyūshū. La linea principale si sottomise al clan Shimazu nel 1569 e ne rimasero vassalli durante il periodo Edo.
Originari della provincia di Sagami, il clan Shibuya combatté contro i clan Hōjō e Miura durante il periodo Kamakura. Per il loro contributo nella guerra Hōji del 1247, gli Shibuya furono poi nominati jitō di un territorio nella provincia settentrionale di Satsuma. I membri del clan in seguito formarono diverse famiglie conosciute come le "cinque famiglie Shibuya" (shibuya goke).
Durante i periodi Nanboku-chō e Muromachi gli Shibuya si scontrarono in numerose occasioni con il clan Shimazu, ma quando Shimazu Takahisa sposò una donna della famiglia Iriki-in, i due clan iniziarono a costruire relazioni amichevoli. Dopo che le dispute sulla successione degli Shimazu furono risolte, Takahisa pose la sua roccaforte a Kagoshima e partì per sottomettere la provincia di Ōsumi, durante la quale sconfisse gli Shibuya nell'assedio di Iwatsurugi del 1554. Gli Shibuya si allearono quindi al clan Sagara per affrontare gli Shimazu. Tuttavia gli Shimazu conquistarono il castello di Ôguchi nella provincia di Satsuma (assedio di Oguchi) e quando l'alleanza con i Sagara si sgretolò, gli Shibuya furono costretti a sottomettersi all'autorità degli Shimazu definitivamente.
Nel XVIII° secolo il daimyō Shimazu Tsugutoyo sposò una donna del clan Shibuya, che diede alla luce il suo successore, Shimazu Munenobu.